# Беляков, Иван Иванович
Ива́н Ива́нович Беляко́в (26 июня 1897, Москва — 21 января 1967, Москва) — советский оператор документального кино, фронтовой кинооператор в годы Великой Отечественной войны. Заслуженный деятель искусств РСФСР (1950), лауреат четырёх Сталинских премий второй степени (1942, 1943, 1948, 1950).

## Биография
Родился 14 (26 июня) 1897 года в Москве. Во время Первой мировой войны был волонтёром. Демобилизовавшись в 1918 году, работал подмастерьем в театре, снимался в массовке в кино.
С 1919 по 1922 год обучался в открывшейся в Москве 1-й Государственной школе кино (класс Владимира Гардина). С 1922 года в группе новаторов–документалистов «Киноки» Дзиги Вертова, в период 1922—1925 годов работал по изготовлению надписей для фильмов, художником-аниматором на Московских кинофабриках «Госкино», «Культкино», с 1923 года — также оператор «Госкино», «Союзкинохроники» (впоследствии — Центральной студии кинохроники), вёл практически все синхронные съёмки И. В. Сталина.
В годы ВОВ — оператор фронтовых киногрупп: с ноября  1941-го — Западного фронта, c июня 1942-го — Главного управления по производству хроникально-документальных фильмов Комитета по делам кинематографии, с августа 1943-го — в ПВО.
По окончании войны — оператор и режиссёр ЦСДФ.
 Кроме документальных фильмов им сняты сюжеты для киножурналов: «Кинонеделя», «Госкинокалендарь», «На защиту родной Москвы», «Наука и техника», «На страже СССР», «Новости дня», «Ленинградский киножурнал», «Союзкиножурнал», «Советский спорт», «Пионерия». Член Союза кинематографистов СССР (Москва).
Скончался 21 января 1967 года в Москве.

## Фильмография
Оператор
- 1923 — Даёшь воздух! (совместно с М. Кауфманом)
- 1924 — История одного разочарования
- 1924 — Юморески (мультипликация)
- 1926 — Киноправда № 22 (совместно с М. Кауфманом, А. Лембергом)
- 1926 — Мосторг
- 1926 — Петергофские фонтаны
- 1926 — Шагай, Совет!
- 1926 — Шестая часть мира (совместно с группой операторов)
- 1927 — Москва (совместно с М. Кауфманом, П. Сотовым)
- 1927 — Нефть
- 1928 — Врата Кавказа
- 1928 — Страна Начхой
- 1930 — 13 дней (Процесс по делу «Промпартии») (совместно с группой операторов)[4]
- 1930 — Олимпиада искусств народов СССР
- 1931 — Деревня (Один из многих)
- 1932 — А. М. Горький на даче (совместно с М. Ошурковым, Р. Карменом)
- 1934 — Альпинисты РККА (совместно с А. Карповым, Б. Харькевичем)
- 1934 — На штурм Эльбруса
- 1934 — Марш молодости (совместно с группой операторов)
- 1935 — 2 мая на Центральном аэродроме (совместно с Н. Вихиревым, С. Гусевым, А. Лебедевым, М. Ошурковым)
- 1935 — Возвращённая жизнь (совместно с В. Соловьёвым, Н. Степановым)
- 1935 — Лаваль прибыл в СССР (совместно с группой операторов)
- 1935 — Счастливая юность (совместно с группой операторов)
- 1936 — За изобилие
- 1936 — Наш Горький (похороны А. М. Горького) (совместно с Б. Цейтлиным, Б. Макасеевым, Б. Небылицким, В. Соловьёвым, Б. Буртом)
- 1937 — День президента (Калинин)
- 1937 — Доклад И. В. Сталина на VIII чрезвычайном съезде Советов; Речь товарища Сталина
- 1937 — Памяти великого поэта
- 1937 — Серго Орджоникидзе (совместно с М. Ошурковым, В. Доброницким, В. Соловьёвым, А. Жибегишвилли)
- 1938 — II-ая сессия Верховного Совета СССР (совместно с В. Доброницким, П. Лампрехтом, В. Нестеровым, Б. Шером)
- 1938 — Награждение папанинцев в Кремле. Речь И. Д. Папанина (совместно с В. Ешуриным)
- 1938 — Первое мая (совместно с Р. Карменом, В. Фроленко, А. Щекутьевым)
- 1938 — Речь А. Я. Вышинского на судебном процессе по делу антисоветского право-троцкистского блока (совместно с Б. Макасеевым)
- 1939 — Внеочередная V сессия Верховного Совета СССР 1-го созыва (совместно с В. Штатландом, Б. Шером, А. Щекутьевым, С. Школьниковым, А. Хавчиным, А. Крыловым)
- 1939 — Первомай
- 1940 — Советское искусство № 8–9
- 1941 — Все силы на разгром врага
- 1941 — Наша Москва (в Боевом киносборнике № 5) (совместно с И. Вейнеровичем, М. Глидером, К. Кутуб-заде, О. Рейзман, В. Соловьёвым, В. Фроленко)
- 1941 — Прибытие в СССР английской и американской делегаций на совещание трёх держав (совместно с К. Кутуб-заде, М. Лившицем, А. Хавчиным, В. Фроленко, М. Посельским, М. Суховой)
- 1942 — Разгром немецких войск под Москвой (совместно с группой операторов)
- 1942 — Наш русский фронт / Our Russian Front (использованы снятые им кадры)
- 1943 — Любимая дочь советского народа (Памяти Марины Расковой) (совместно с Б. Макасеевым, К. Писанко, С. Семёновым)
- 1943 — Монгольский народ — Красной Армии (совместно с С. Гусевым, А. Лебедевым, Б. Буртом, И. Сокольниковым и группой операторов Монголии)
- 1943 — Пребывание президента Чехословацкой Республики Э. Бенеша в Москве (совместно с Р. Халушаковым, А. Кричевским, В. Доброницким, А. Хавчиным, М. Ошурковым)
- 1943 — Трофеи великих битв (совместно с Р. Халушаковым, А. Кричевским, М. Оцепом)
- 1944 — День авиации (совместно с Цырульниковым)
- 1944 — Клятва молодых
- 1944 — Ксендз Орлеанский в СССР (совместно с Р. Халушаковым)
- 1944 — Памяти патриарха Сергия (совместно с Короткевичем, Р. Халушаковым, Сенкевичем)
- 1944 — Пасхальное богослужение
- 1944 — Передача колонны танков «Дмитрий Донской»
- 1944 — Передача меча — подарка английского короля Георга VI — сталинградской делегации (совместно Р. Халушаковым, А. Хавчиным)
- 1944 — Пленные немцы в Москве (совместно с группой операторов)
- 1945 — Крымская конференция (совместно с группой операторов)
- 1945 — Отъезд г-жи Черчилль (совместно с В. Штатландом)
- 1945 — Парад Победы (совместно с группой операторов)
- 1947 — Всесоюзный парад физкультурников (совместно с группой операторов)
- 1948 — День Воздушного флота СССР (совместно с группой операторов)
- 1949 — 1 мая (совместно с группой операторов)
- 1949 — Спортивная зима (совместно с группой операторов)
- 1950 — Женщины в борьбе за мир (совместно с группой операторов)
- 1951 — Декада Узбекистана
- 1951 — День Воздушного флота СССР (совместно с группой операторов)
- 1951 — Юбилей Большого театра (совместно с А. Левитаном, Г. Епифановым, Г. Захаровой)
- 1952 — День Воздушного флота СССР (совместно с группой операторов)
- 1952 — Открытие кинофестиваля кинофильмов ГДР в Москве (совместно с Ю. Монгловским)
- 1953 — Великое прощание (совместно с группой операторов)
- 1955 — 50 лет со смерти Абая Кунанбаева
- 1955 — Международные соревнования легкоатлетов (совместно с группой операторов)
- 1955 — Миссия доброй воли
- 1955 — На Всесоюзном совещании работников промышленности (совместно с И. Горчилиным, В. Киселёвым, Б. Макасеевым, М. Поповой, А. Хавчиным)
- 1956 — Празднование юбилея Рембрандта в Москве
- 1959 — Хлопкоробы Узбекистана

Режиссёр
- 1946 — Земля родная (совместно с Ф. Киселёвым)

## Признание и награды
- Сталинская премия второй степени (1942) — за фильм «Наша Москва» (1941)[5]
- Сталинская премия второй степени (1943) — за фронтовые съёмки для «Союзкиножурналов» 1942 года[6]
- Сталинская премия второй степени (1948) — за фильм «Всесоюзный парад физкультурников 1947 года» (1948)
- Сталинская премия второй степени (1950) — за фильм «1 мая 1949 года» (1949)
- заслуженный деятель искусств РСФСР (1950)[3]
- орден Ленина (15.9.1948)[1]
- орден «Знак Почёта» (23.5.1940)[7][8]